# Museo de Fotografía Ken Domon
El Museo de Fotografía Ken Domon, en idioma japonés 土門拳記念館 Domon Ken kinenkan, es un museo de fotografía situado en Sakata en la Prefectura de Yamagata que dispone en sus fondos de unas 70.000 fotografías de Ken Domon y otra cantidad importante de fotografías realizadas por los ganadores del premio Ken Domon.
Fue fundado en 1983 en honor al fotógrafo japonés que lleva su nombre y que en 1974 donó toda su obra a la ciudad de Sakata donde había nacido. El edificio fue diseñado por Yoshio Taniguchi.